# AeroGauge
AeroGauge är ett futuristiskt racingspel utvecklat av Locomotive Games och utgivet av ASCII Entertainment 1997. Ascii's AeroGauge är ett spel som liknar Psygnosis' Wipeout och Acclaim's Extreme-G.

### Fotnoter
1. ↑  Fielder, Joe (10 juni 1998). ”Aero Gauge Review” (på amerikansk engelska). GameSpot. https://www.gamespot.com/reviews/aero-gauge-review/1900-2543991/. Läst 10 november 2018.
2. ↑  ”Don't Just Drive: 10 Non-Traditional Racing Games” (på engelska). pastemagazine.com. https://www.pastemagazine.com/articles/2017/02/dont-just-drive-10-non-traditional-racing-games.html. Läst 10 november 2018.